# Lans Bovenberg

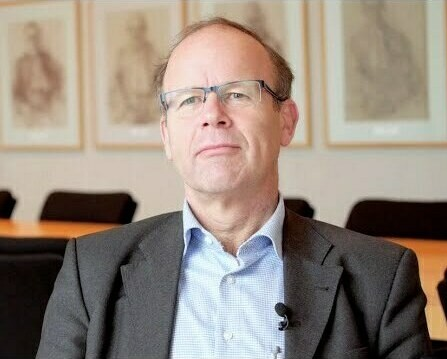
Lans Bovenberg (2014)

Ary Lans Bovenberg (* 15. Juni 1958 in Oosterbeek)  ist ein niederländischer Wirtschaftswissenschaftler.

## Leben
Bovenberg studierte Ökonometrie an der Erasmus-Universität Rotterdam mit dem Doctoraal-Examen (Diplom) 1981 und wurde 1984 an der University of California, Berkeley, bei Laura Tyson promoviert (Capital Accumulation and Capital Immobility: Q-theory in a Dynamic General Equilibrium Framework). Danach war er beim Internationalen Währungsfonds, bevor er 1990 in die Niederlande zurückkehrte. Dort ist er Professor an der Universität Tilburg.
Er befasste sich anfangs mit Besteuerung und Steuer-Wettbewerb unter offenen Gesellschaften, optimaler Besteuerung, Umweltökonomie (Doppelte-Dividenden-Hypothese) und später mit Fragen der Alterung der Gesellschaft und Ökonomie des Rentensystems, mit dem Arbeitsmarkt und sozialer Sicherheit.
Er ist Mitglied des Sozialökonomischen Rats (SER) der Niederlande und war 1995 bis 1998 stellvertretender Direktor des Centraal Planbureau (CPB) der Niederlande. 2004 gründete er das Forschungsinstitut Netspar, dessen Direktor er ist.
Er steht den Christdemokraten nahe. Bovenberg äußerte sich auch zum Verhältnis von Ökonomie und christlicher Religion und wurde bei seinem US-Aufenthalt aktives Mitglied der Pfingstbewegung.

## Ehrungen und Auszeichnungen
- 2003 Spinoza-Preis
- 2008 Ehrendoktor in Gent
- 2009 Mitglied der Königlich Niederländischen Akademie der Wissenschaften
- 2010 Ordentliches Mitglied der Academia Europaea[2]

## Schriften
- The Effects of Capital Income Taxation on International Competitiveness and Trade Flows, American Economic Review, Band 79, 1989, S. 1045–1064.
- mit R. A. de Mooij: Environmental Levies and Distortionary Taxation, American Economic Review, Band 94, 1994, S. 1085–1089
- mit R. H. Gordon: Why is Capital so Immobile ? Internationally Possible Explanation and Implications for Capital Income Taxation, American Economic Review, Band 86, 1996, S. 1057–1075
- Balancing Work and Family Life during the Life Course, De Economist, Band 153, Nr. 4, Dezember 2005
- Risk Sharing and Stand-alone Pension Schemes, The Geneva Papers on Risk and Insurance – Issues and Practice, Band. 32, Nr. 4, 2007, S. 447–457
- Financing Retirement in the European Union, International Tax and Public Finance, Band 10, 2003, S. 713–734